# رمنهم
رمنهم (به انگلیسی: Remenham) یک روستا و محله مدنی در بریتانیا است که در ووکینگهام واقع شده‌است. رمنهم ۵۴۷ نفر جمعیت دارد.